# Школьный вальс (песня)
«Шко́льный вальс» — популярная песня композитора Исаака Дунаевского на стихи Михаила Матусовского, написанная в 1950 году.

## История
Давно, друзья весёлые,

Простились мы со школою,

Но каждый год мы в свой приходим класс.

В саду берёзки с клёнами

Встречают нас поклонами,

И школьный вальс опять звучит для нас.

Сюда мы ребятишками

С пеналами и книжками

Входили и садились по рядам.

Здесь десять классов пройдено,

И здесь мы слово «Родина»

Впервые прочитали по складам.

Под звуки вальса плавные

Я вспомнил годы славные,

Знакомые и милые края,

Тебя с седыми прядками

Над нашими тетрадками,

Учительница старая моя.
История создания песни «Школьный вальс» связана с письмом, которое весной 1950 года написала композитору Исааку Дунаевскому выпускница Воронежской женской школы Юлия Плахотник (впоследствии, в замужестве, — Юлия Сергеевна Меркушева). К выпускному вечеру десятиклассницы школы хотели написать песню «о благодарности учителям, о том, как жалко расставаться со школой, с подругами-одноклассницами и вообще с детством и юностью», и посвятить её их любимой учительнице, директору школы Антонине Григорьевне Серотинкиной. Поскольку у них самих песня не получалась, Юлия Плахотник решила обратиться с просьбой к известному композитору, отправив письмо по адресу «Москва. Композитору Дунаевскому». Не очень надеясь на ответ, она тем не менее его получила. В письме, датированном 5 апреля 1950 года, Исаак Дунаевский написал о том, что предложение о создании песни он получил, но не может его исполнить в той форме, в которой его просили это сделать воронежские десятиклассницы. По его мнению, «писать песню для школы (и не одну) очень нужно», и «в этой песне надо воспеть любовь к школе, любовь и уважение к педагогам», но почему, спрашивал он, «такую песню надо писать специально для воронежской школы»? Дунаевский писал: «Надо написать такие песни для школы, чтобы они пелись и в Воронеже, и в Москве, и в Рязани, и на Сахалине. И надо обязательно, чтобы в каждой песне была своя Антонина Григорьевна, то есть тот прекрасный человек и педагог, воспоминание о котором уносишь с благодарностью из школы на всю жизнь». Отказываясь написать песню специально для воронежской школы, композитор писал, что эта просьба подтолкнёт его к работе над песней о выпускниках всех школ страны. Дунаевский отмечал: «Кстати, такая песня нам действительно нужна. И, когда я буду работать над ней, я вспомню и вашу просьбу, и вашу любовь к школе и её директору. И за эту творческую помощь я шлю вам мою заблаговременную благодарность».
Вскоре после этого поэт Михаил Матусовский принёс Дунаевскому стихотворение о школе, которое он назвал «Первая учительница», а композитор написал к нему музыкальное сопровождение, создав одноимённый романс. По словам Матусовского, «это было произведение, имеющее полное право на самостоятельную жизнь, но композитора всё что-то не устраивало». И Дунаевский предложил другой вариант — достав коробку из-под папирос «Казбек», на которой остро заточенным карандашом им были записаны нотные строчки, он заиграл на рояле мелодию, которая так понравилась Матусовскому, что он воскликнул: «Конечно, именно это!», после чего им были написаны новые слова — так родилась песня «Школьный вальс».
По словам Исаака Дунаевского, поначалу он задумал создать песню об учительнице, но она ему не удавалась — «получалась либо инфантильная песенка полудетского характера, либо обычная массовая лирика». Тогда композитор вспомнил о том, что в то время в школах организовывались школьные балы, на которые приглашались выпускники прошлых лет — это и привело его к мысли отразить в музыкальном произведении такой вечер, наполненный трогательными воспоминаниями о школьных годах. Дунаевский писал: «Тема учительницы вошла в этот замысел как неотъемлемая часть воспоминаний. Формой песни стал вальс. Вальс господствует, вальс звучит, и его звуки будят воспоминания. Это — мысли и чувства человека под лирику вальса, которой всё подчинено. Кончился вальс, и с ним кончаются как бы все эти милые, дорогие видения прошлого, которые вливаются в настоящее и устремлены в будущее. Это — грустное чувство, потому что грустью, доброй, хорошей грустью, овеяны всегда у человека воспоминания о невозвратно ушедших годах юности»
Первым исполнителем песни «Школьный вальс» стал певец Георгий Виноградов. По его воспоминаниям, он записывал её в студии звукозаписи вместе с симфоническим оркестром, дирижёром которого был Исаак Дунаевский. По словам Виноградова, композитор остался доволен исполнением новой песни — «не успел тогда отзвучать её финальный аккорд, как распахнулась дверь студии и Дунаевский, взволнованный и растроганный, стремительно бросился мне навстречу, обнял, расцеловал и тут же вручил рукописный клавир, предварительно им надписанный».
После исполнения по радио и записи на грампластинку песня «Школьный вальс» быстро завоевала популярность у слушателей, а другие певцы и певицы тоже захотели иметь её в своём репертуаре. По радио услышала её и бывшая воронежская выпускница Юлия Плахотник, в то время уже студентка одного из московских медицинских институтов. Поскольку содержание песни было связано с тем, о чём она просила композитора, она написала ему ещё одно письмо. Очень быстро она получила ответ, в котором Дунаевский писал, что его очень тронуло написанное Юлией, и что оно послужило тем откликом на песню «Школьный вальс», которого он очень ждал, и именно от неё. Композитор писал: «Я не скажу, что мысль о создании школьной песни явилась у меня в связи с вашим тем, давним письмом. Нет! О школьных песнях я всегда думал, да и писал их если не по прямому назначению и если не на прямую тему, то, во всяком случае, на близкую к школьной тематике. Но ваше письмо, безусловно, ускорило то творческое внутреннее брожение, которое является залогом создания произведения». Отдельно от письма Дунаевский послал Юлии Плахотник рукописный клавир «Школьного вальса», на лицевом листе которого он надписал: «Юлии Плахотник с удовольствием дарю на память о письме, „зачавшем“ этот вальс».

## Исполнители
За свою историю, начиная с исполнения Георгия Виноградова, песня «Школьный вальс» входила в репертуар многих известных певцов и певиц, таких как Владимир Бунчиков, Леонид Кострица, Клавдия Шульженко, Георг Отс, Олег Клёнов, Мария Пахоменко, Валентина Толкунова, Муслим Магомаев, Вадим Ананьев, Екатерина Гусева и другие.